# Johnnie MacViban
 (décembre 2022).
Johnnie MacViban, de son nom complet Mwalimu Johnnie MacViban, né le 27 juillet 1955, est un journaliste, poète et romancier camerounais formé à l'École internationale de journalisme et à l'Institut de communication internationale de Montréal (Canada). 

## Biographie
En tant qu'analyste de l'information, il a travaillé pour le Cameroon Tribune et la Cameroon Radio Television. Il a été incarcéré le 26 juillet 1986 aux côtés de Sam Nuvalla Fonkem et Ebssy Ngum pour avoir diffusé à la radio un reportage sur le multipartisme intitulé The Enemies of Democracy sur Cameroon Calling. Ils ont été libérés cinq mois plus tard, en novembre de la même année.
En 1994, il remporte le Editor's Choice Award in Poetry de la National Library of Poetry et son roman A Ripple from Abakwa a été sélectionné pour le Jane and Rufus Blanshard Award for fiction d'EduART.

## Essais et articles
- Low Ebb for Cameroon Cinema, Bakwa, Decembre 2011.